# José Carlos de Aguilera
José Carlos de Aguilera y Aguilera (Madrid, 28 de abril de 1848-Madrid, 25 de noviembre de 1900), iv marqués de Benalúa, grande de España, fue un prominente alicantino.

## Biografía
Nació en Madrid, segundo hijo de Carlos Gaspar de Aguilera y Santiago de Perales y María Josefa de Aguilera y Becerril. El 17 de mayo de 1874 se casó con la alicantina Enriqueta Waring y Hernández de Tejada. Tuvieron una hija, María del Rosario Aguilera y Waring, v marquesa de Benalúa. Vivió muchos años en la ciudad de Alicante. En 1880 impulsó la conducción de agua desde La Alcoraya hasta Alicante, según un proyecto técnico de Pascual Pardo Gimeno, que consistía en un canal de diez kilómetros que llevaba el agua por gravedad desde aquellas fuentes hasta unos depósitos construidos en San Blas. Como presidente de la compañía Los Diez Amigos, fue el promotor en 1882 de la creación del barrio de Benalúa y de la primera línea de tranvía para conectarlo con el centro, diseñados por el arquitecto José Guardiola Picó.

## Legado
Dio su nombre de marqués al barrio, y su apellido a una de las avenidas más importantes de la ciudad.
Uno de los centros educativos de su ciudad de adopción lleva su nombre, el Colegio Público José Carlos Aguilera.